# اصل واقعیت
در روان‌شناسی و روان‌کاوی فرویدی، اصل واقعیت (به آلمانی: Realitätsprinzip) به توانایی ذهن در سنجیدن واقعیت دنیای بیرونی و عمل کردن به‌شکلی مناسب بر پایه آن گفته می‌شود که در تضاد با عمل کردن طبق اصل لذت است.